# William Youden
William Youden   (Townsville, 12 d'abril de 1900 - Washington DC, 31 de març de 1971) va ser un estadístic nord-americà que va formular noves tècniques d'anàlisi estadístic de dades i en el disseny d'experiments. Va desenvolupar el «Youden square», un disseny de «block design» descrit en el treball publicat l’any 1937: «Use of Incomplete Block Replications in Estimating Tobacco Mosaic Virus». També va ajudar a introduir el concepte d'assignació a l'atzar restringida, que ell va anomenar «aleatorització limitada».

L'American Statistical Association atorga el premi «W. J. Youden Award in Interlaboratory Testing» als autors 
| « | de les publicacions que fan contribucions excel·lents en el disseny i/o anàlisi de proves entre laboratoris o descriuen enfocaments enginyosos per a la planificació i avaluació de les dades d'aquest tipus de proves. | » |

 El premi s'atorga cada any als Joint Statistical Meetings.

## Guardons
- Fellow de la Royal Statistical Society (1965)
- Medal of Freedom (1964)
- Samuel S. Wilks Memorial Medal de l’American Statistical Association (1969)
- Shewhart Medal de l’American Society for Quality Control (1969)